# Stammheim (Svizzera)
Stammheim (in dialetto svizzero orientale : Stamme) è un comune del Canton Zurigo (distretto di Andelfingen), formatosi il 1º gennaio 2019 dalla fusione degli ex comuni di Oberstammheim , Unterstammheim e Waltalingen. Il comune ha una popolazione di 2879 abitanti ed ha una superficie di 23,93 km².

## Stemma
Blasone :
In rosso, un tronco dorato con tre ceppi

## Geografia fisica
Stammheim si trova all'estremità nord-orientale del Canton Zurigo , nella regione vinicola zurighese . Il comune comprende i villaggi di Oberstammheim e Unterstammheim, Waltalingen, Guntalingen , la metà zurighese di Wilen bei Neunforn e il villaggio di Girsberg . I confini comunali settentrionali, orientali e meridionali costituiscono anche parte del confine cantonale con il Canton Turgovia

## Storia
Oberstammheim viene menzionato per la prima volta nel 761 come Stamhaim. Nel 1212 fu menzionato come in Stamehein superiori.
Stammheim è stata fondata il 1° gennaio 2019 in seguito al referendum del 24 settembre 2017 sulla fusione tra i comuni di Waltalingen, Unterstammheim e Oberstammheim.

## Monumenti e luoghi d'interesse
E' considerato uno dei villaggi a graticcio meglio conservati della Svizzera. Per preservare questo patrimonio, nel centro del paese vengono effettuate poche o nessuna nuova costruzione o ristrutturazione. Alcuni edifici sono classificati come monumenti storici.